# 下伏爾加邊疆區

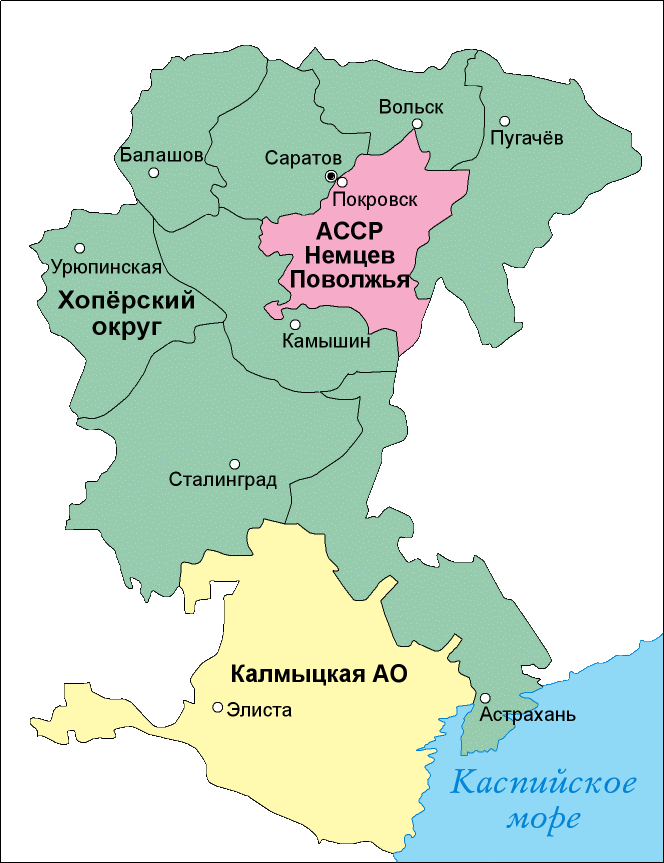
1929年的地圖

下伏爾加邊疆區（俄语：Нижне-Волжский край）是蘇聯俄羅斯蘇維埃聯邦社會主義共和國歷史上的一個邊疆區，包括了今天的卡爾梅克共和國、薩拉托夫州、伏爾加格勒州和阿斯特拉罕州。因位於伏爾加河下游而得名。首府薩拉托夫。下分八區、76縣、1自治州。
1928年5月21日設下伏爾加區，7月11日改稱下伏爾加邊疆區，1934年1月10日分為薩拉托夫邊疆區和斯大林格勒邊疆區。